# Roede (oppervlaktemaat)
De roede (ook: roe) is een oude oppervlaktemaat en een oude lengtemaat (zie roede), die van plaats tot plaats verschilde. Een vierkante roede wordt gevormd door een vierkant oppervlak met een lengte en een breedte van een strekkende roede.
Ofwel was een roede 14 à 15 vierkante meter groot en gingen er 600 roedes in één morgen, ofwel was een roede eerder dubbel zo groot (32 à 33 m²) en gingen er 300 roedes in één morgen. In sommige gebieden in Nederland bestond een morgen uit minder (150) of meer (900) roeden. De Rijnlandse roede werd het meest gebruikt en werd uiteindelijk de standaard in Nederland. Deze Rijnlandse roede mat 14,19 vierkante meter. Hierbij gingen 600 (vierkante) Rijnlandse roedes in één morgen of gemet (iets minder dan één hectare). Wanneer de Rijnlandse roede vandaag nog gebruikt wordt, wordt een hectare gelijkgesteld aan 700 vierkante roedes.
Honderd roedes werden een "hont" of een "lijn" (enkel in de Zuidelijke Nederlanden) genoemd.

## Voorbeelden
- Amsterdamse roede = 13,52 m²
- Bossche roede = 33,1 m²
- Bredase roede is 32,26 m²
- Groningse roede is 16,72 m²
- Hondsbosse roede is 11,71 m²
- Rijnlandse roede is 14,19 m²

### Oude oppervlaktematen in Vlaanderen
- De Brugse roede was 14,7456 m², een lijn was 100 roeden of dus 1474 m².
- De Kortrijkse roede was slechts 8,8565 m², één lijn was 100 roeden (in die streek ook wel 100 'lands' genaamd) en dus 885 m².
- De Ieperse roede was 14,5985 m² en één lijn was 1460 m².
- De Veurnse roede[2] was 15,147664 m² en één lijn (100 roeden) was omgerekend 1514,76 m².
- De roede in Kasselrij Oudburg en Land van Waas was 14,854858 m².
- De Dendermondse roede was 33,4894 m².
- De Aalsterse roede was 30,3075 m².

300 roeden (of 3 lijnen ) vormden één gemet (4380 à 4544 m²). Een gemet was vaak een halve "morgen". Alléén in Kortrijk was één gemet 500 roeden (4428 m²). In Dendermonde en Aalst, waar men met "grote" roedes werkte, werd het gemet niet gebruikt. Daar kwamen honderd (grote) roedes overeen met een dagwand (ongeveer 3000 à 3500 vierkante meter).

## Nederlands metriek stelsel
In het in 1816 ingevoerde Nederlands metriek stelsel gebruikte men de naam vierkante roede voor de are. In 1937 werd de roede definitief afgeschaft. Echter, in de bloembollenteelt wordt de Rijnlandse Roede (RR²) nog steeds als oppervlaktemaat gebruikt. Wel rekent men daar voor het gemak vaak 700 roede op een bunder, waarbij bunder voor een hectare staat.